# Sören Sturm
Sören Sturm (* 15. Dezember 1989 in Köln) ist ein deutscher Eishockeyspieler, der seit Juli 2024 bei den Bietigheim Steelers aus der DEL2 unter Vertrag steht und dort auf der Position des Verteidigers spielt. Zuvor war Sturm unter anderem für die Kölner Haie, den EHC (Red Bull) München und Straubing Tigers in der Deutschen Eishockey Liga (DEL) aktiv.

## Karriere

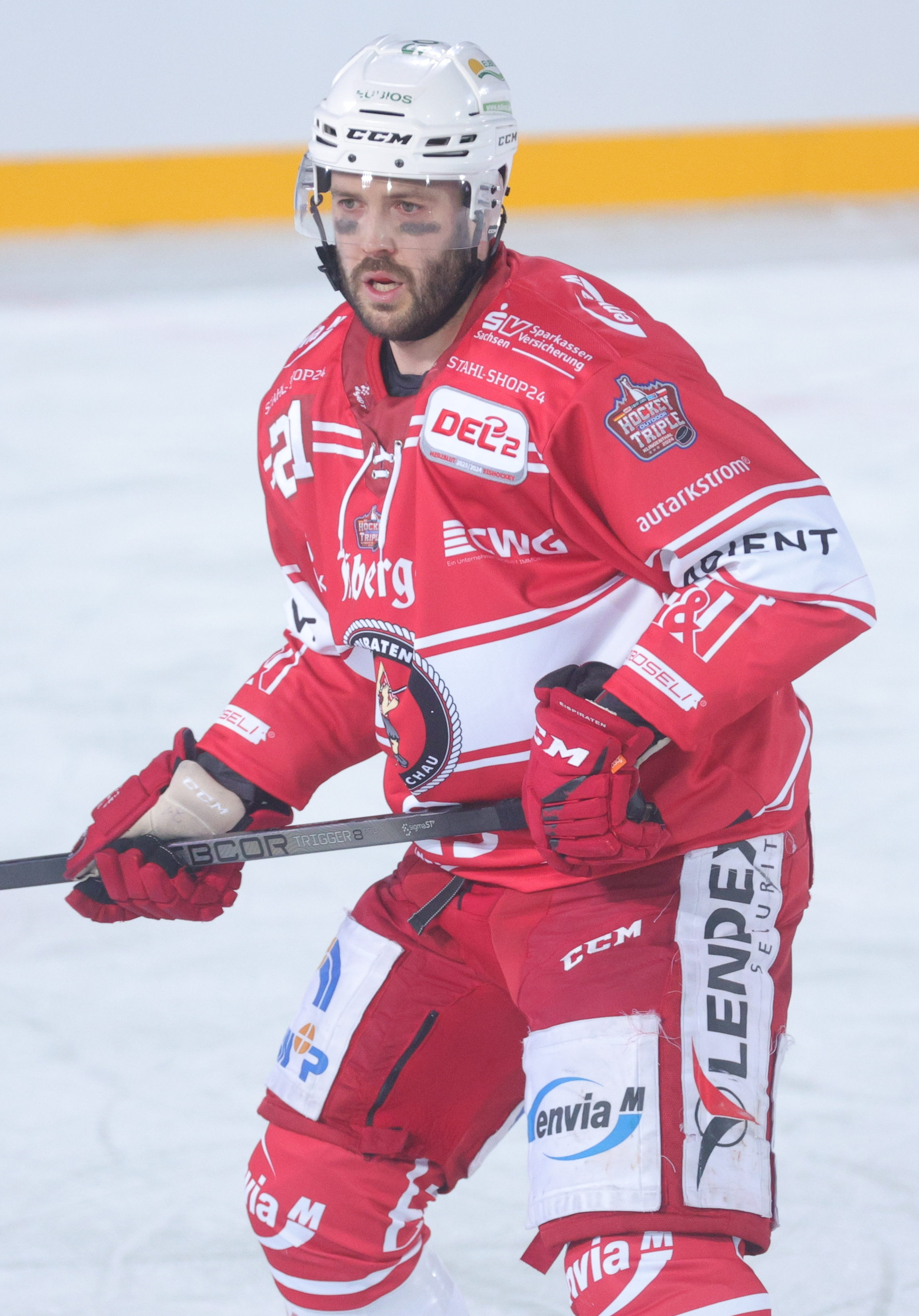
Sturm im Trikot der Eispiraten Crimmitschau (2024)

Sören Sturm begann seine Karriere 2004 in den Juniorenmannschaften der Kölner Haie, mit denen er unter anderem in der Deutschen Nachwuchsliga (DNL) aktiv war. In den ersten beiden Jahren kam der Rechtsschütze ausschließlich dort zum Einsatz und erzielte als Verteidiger immerhin 44 Scorerpunkte. Im Frühjahr 2006 erreichte er mit der Mannschaft das Halbfinale der Playoffs, wo das Team jedoch den Jungadlern Mannheim unterlag.
Zur Spielzeit 2006/07 erhielt Sturm beim KEC einen Vertrag für die Profimannschaft, die am Spielbetrieb der Deutschen Eishockey Liga (DEL) teilnahm. Parallel war er per Förderlizenz auch weiterhin für die DNL spielberechtigt und wurde dort als Kapitän der Mannschaft Deutscher Juniorenmeister. Im Finale schlug der KEC die Jungadler aus Mannheim in zwei Spielen. In der Saison 2007/08 spielte Sturm sowohl für die Haie als auch mit einer Förderlizenz für die Heilbronner Falken und die Moskitos Essen in der 2. Bundesliga. Zur Saison 2008/09 erhielt er eine Förderlizenz beim Zweitligisten REV Bremerhaven. Weiterhin blieb er im Kader der Kölner Haie. Zur Saison 2010/11 wechselt er zum DEL-Aufsteiger EHC München. Gleichzeitig wurde er auch mit einer Förderlizenz für einen anderen Verein ausgestattet. Ab der Saison 2013/2014 lief Sören Sturm als Verteidiger bei den Straubing Tigers unter der Leitung von Dan Ratushny auf. Er erhielt einen Zweijahresvertrag.
In der Saison 2015/16 gewann Sturm mit den Kassel Huskies die Meisterschaft der DEL2. Anschließend, im April 2016, wurde Sturm von den Ravensburg Towerstars aus der DEL2 verpflichtet, für die er bis Dezember 2020 spielte. Er bat den Klub um Vertragsauflösung und wechselte zum ESV Kaufbeuren. Beim ESVK spielte er bis Januar 2022, ehe er dort freigestellt wurde und wenige Tage später zu den Saale Bulls Halle in die Oberliga wechselte. Für Halle war Sturm allerdings auch nur bis zum November 2022 tätig, ehe er zum Ligakonkurrenten EC Bad Tölz wechselte und dort die Spielzeit 2022/23 beendete. Im Juni 2023 wechselte der Abwehrspieler erneut das Team, als er sich für die Saison 2023/24 den Eispiraten Crimmitschau aus der DEL2 anschloss.
Danach kehrte der Verteidiger wieder in die Oberliga zurück, wo er vom DEL2-Absteiger Bietigheim Steelers verpflichtet wurde. Mit den Steelers gelang ihm durch den Gewinn der Oberliga-Meisterschaft im Frühjahr 2025 die sofortige Rückkehr in die zweithöchste Spielklasse.

### International
Im Juniorenbereich gehörte Sturm zwischen der U17 und U19 den Nationalmannschaften des Deutschen Eishockey-Bundes an und nahm während dieser Zeit unter anderem an der U18-Junioren-Weltmeisterschaft 2007 teil, bei der die Mannschaft durch das Erreichen des achten Platzes den Klassenerhalt sicherte. In sechs Turnierspielen steuerte der Verteidiger eine Torvorlage bei. Des Weiteren gehörte er bei der World U-17 Hockey Challenge 2006 sowie den World Junior A Challenges der Jahre 2007 und 2008 zum deutschen Aufgebot.

## Erfolge und Auszeichnungen
- 2007 DNL-Meister mit den Kölner Junghaien
- 2016 DEL2-Meister mit den Kassel Huskies
- 2019 DEL2-Meister mit den Ravensburg Towerstars
- 2025 Oberliga-Meister und Aufstieg in die DEL2 mit den Bietigheim Steelers

## Karrierestatistik
Stand: Ende der Saison 2024/25

### International
Vertrat Deutschland bei:
- World U-17 Hockey Challenge 2006
- U18-Junioren-Weltmeisterschaft 2007
- World Junior A Challenge 2007
- World Junior A Challenge 2008

(Legende zur Spielerstatistik: Sp oder GP = absolvierte Spiele; T oder G = erzielte Tore; V oder A = erzielte Assists; Pkt oder Pts = erzielte Scorerpunkte; SM oder PIM = erhaltene Strafminuten; +/− = Plus/Minus-Bilanz; PP = erzielte Überzahltore; SH = erzielte Unterzahltore; GW = erzielte Siegtore; 1 Play-downs/Relegation; Kursiv: Statistik nicht vollständig)